# Antonio Allué y Sessé
Antonio Allué y Sessé (Asín de Broto, 16 de agosto de 1766 - Toledo, 25 de abril de 1842), fue un noble y religioso español que llegó a ser confesor de la Familia Real de Fernando VII y Patriarca de las Indias Occidentales entre otros cargos.

## Biografía
Nació en la casa solariega de los Allué de Asín de Broto, en el Pirineo oscense, con el nombre de Domingo Pascual Antonio de Allué y Sessé. Su padre fue Pascual Allué y Allué, infanzón del Reino de Aragón, y su madre Isabel Sesé. 
Estudió en la Universidad de Huesca, desempeñando el cargo de Catedrático de Filosofía y Teología, y fue más tarde Colegial del Imperial y Mayor de Santiago (Huesca).  
También ocupó los cargos de Arzobispo de Burgos, Arcediano titular de la catedral primada de Toledo, Gran Canciller y prelado de la Orden de Carlos III, de la de Isabel la Católica, del Consejo de su Majestad, y condecorado por el Rey de Nápoles con la cruz de San Jenaro.